# نوال سمعان
نوال سمعان مطربة وممثلة سورية ولدت في اللاذقية، بدأت مسيرتها منذ عام 1995 وحصلت على عضوية نقابة الفنانين السوريين عام 1999.

## أعمالها
لديها ثلاثون أغنية، شاركت بتصوير مسلسل حمام القيشاني الجزأين الرابع والخامس بدور (ليلي عبده)
شاركت بمهرجان الأغنية السورية الخامس والسادس والسابع وحصلت على جائزة الأورنينا الذهبية لأفضل صوت نسائي.
برصيدها ألبومين الأول بعنوان (المشرق الروح) والثاني (اختياري)